# Lobophytum jasparsi
Lobophytum jasparsi is een zachte koraalsoort uit de familie Alcyoniidae. De koraalsoort komt uit het geslacht Lobophytum. Lobophytum jasparsi werd in 1999 voor het eerst wetenschappelijk beschreven door van Ofwegen. 